# Róża (film)
Pour les articles homonymes, voir Róża.
Pour plus de détails, voir Fiche technique et Distribution.
Róża est un film dramatique polonais réalisé par Wojciech Smarzowski, sorti en 2011.

## Synopsis
Au cours de l'été 1945, Tadeusz, officier de l'Armia Krajowa et vétéran de l'Insurrection de Varsovie, dont la femme a été violée et assassinée par les Allemands, se déplace en Masurie, région de l'ancienne Prusse orientale allemande. Il rend visite à Róża, veuve de son ami Johann mort sous les drapeaux de la Wehrmacht. Cette femme qui a vécu les pires atrocités durant la guerre l'invite à rester à sa ferme espérant que sa présence va lui offrir une certaine protection. Tadeusz accepte. Leur relation va cependant attirer l'attention des nouveaux nationalistes polonais ainsi que des services du NKVD soviétique.

## Fiche technique
- Titre : Róża
- Réalisation : Wojciech Smarzowski
- Scénario : Michał Szczerbic (pl)
- Photographie : Piotr Sobociński (pl)
- Musique : Mikołaj Trzaska
- Directeur artistique : Marek Zawierucha
- Costumes : Ewa Helman-Szczerbic, Magdalena Jadwiga Rutkiewicz-Luterek (pl)
- Montage : Paweł Laskowski
- Sociétés de production : Wytwórnia Filmów Dokumentalnych i Fabularnych (pl), Zespół Filmowy Oko (pl), Studio Filmowe Tor (pl)
- Société de distribution : Monolith Films (pl)
- Pays d'origine : Pologne
- Format projection : 2.35 : 1 - Digital Intermediate (2K) (master format)
- Format copies salles cinéma : 35 mm
- Genre : Drame
- Langues : polonais, allemand, russe
- Durée : 90 minutes
- Dates de sortie :
  - Pologne : 9 juin 2011 (Festival du film polonais de Gdynia)
  - Canada : 10 septembre 2011 (Festival international du film de Toronto 2011)
  - France : 2 octobre 2013 (War On Screen - Festival International des cinémas de guerre)[3]

## Distribution
- Agata Kulesza : Róża Kwiatkowska
- Marcin Dorociński : Tadeusz
- Edward Linde-Lubaszenko (pl) : pasteur
- Szymon Bobrowski : Kazik
- Jacek Braciak : Władek
- Karolina Dafne Porcari (pl) : Anna, femme de Tadeusz
- Kinga Preis : Amelia
- Jerzy Rogalski (pl) : coiffeur
- Lech Dyblik (pl) : Woźniak
- Malwina Buss (pl) : Jadwiga Kwiatkowska, fille de Róża
- Marian Dziędziel : Mateusz
- Anna Grzeszczak-Hutek : Gretchen, femme de Mateusz
- Irena Karel : femme fusillée
- Andrzej Konopka : Dr Leliwa
- Robert Wabich (pl) : Hawryluk
- Grzegorz Wojdon (pl) : Madecki
- Eryk Lubos (pl) : Wasyl
- Ilja Zmiejew : capitaine de l'NKVD
- Sergiej Kriuczkow : colonel
- Mateusz Trembaczowski : Georg
- Dariusz Toczek (pl) : greffier
- Aleksander Chochłow : médecin
- Andrzej Beja-Zaborski : cheminot
- Kamil Toliński : facteur
- Dorota Piasecka : buffetière
- Mateusz Łasowski : soldat soviétique
- Davaa Tserenchimed : Kałmuk
- Arkadiusz Janiczek (pl) : Johann Kwiatkowski, mari de Róża
- Kacper Zieliński : prêtre catholique
- Marcin Juchniewicz : ami de Wasyl
- Barbara Baryżewska (pl) : masurienne
- Marzena Bergmann (pl) : masurienne
- Julia Olczak : fille de Władek
- Kamil Natan Olczak : Julian, fils de Władek
- Marek Cydorowicz : mouchard

## Nominations et sélections

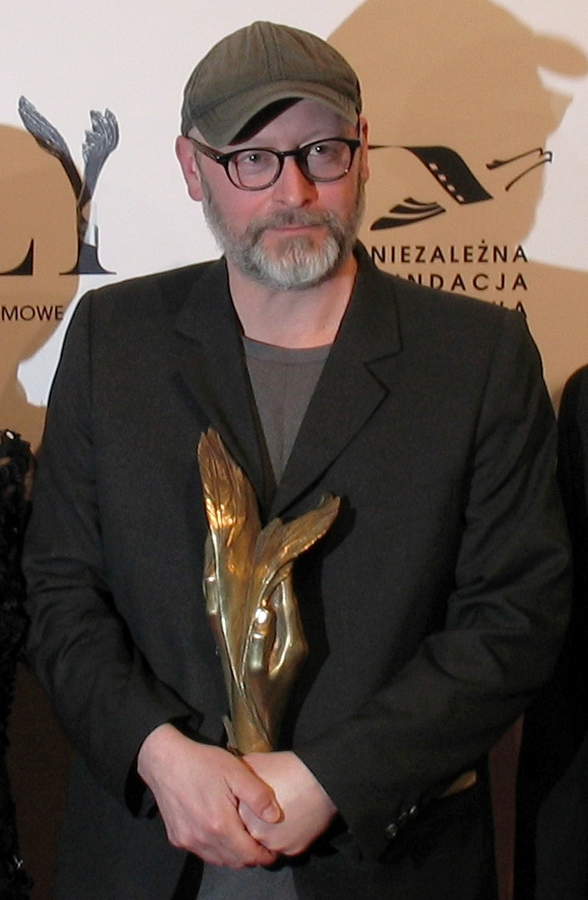
Wojciech Smarzowski tenant son Aigle pour le film Róża lors de la 14e cérémonie, 2012.

- Orły du meilleur film, du meilleur scénario, de la meilleure réalisation, de la meilleure actrice en 2011
- Prix des critiques de cinéma au Festival du film polonais de Gdynia 2011
- Grand Prix et Prix du public au Festival international du film de Varsovie 2011
- Grand Prix du Jury du Festival International War on Screen 2013